# قائمة زملاء الجمعية الملكية المنتخبين في 1891
هذه الصفحة تعرض قائمة زملاء الجمعية الملكية المُنتخبين لعام 1891.

## الزملاء
- فريدريك أوربن باور
- Edwin Bailey Elliott [الإنجليزية]‏
- لودفيغ موند
- William Dobinson Halliburton [الإنجليزية]‏
- William Anderson (engineer) [الإنجليزية]‏
- Percy F. Frankland [الإنجليزية]‏
- دانيال جون كاننغهام
- Percy Gilchrist [الإنجليزية]‏
- سيلفانوس طومسون
- John Edward Marr [الإنجليزية]‏
- James Hannen, Baron Hannen [الإنجليزية]‏
- ويليام جاكسون [الإنجليزية]‏
- جورج ميرسير دوسن
- أوليفر هيفسايد
- Thomas Henry Tizard [الإنجليزية]‏

## الأعضاء الأجانب
- بيترو تاكيني
- Eduard Strasburger [الإنجليزية]‏
- ألكسندر إيمانويل أغاسيز
- بنجامين أبثورب غولد